# Olonkinbyen
Olonkinbyen (letteralmente Città di Olonkin, dedicata all'esploratore e scienziato russo Gennady Olonkin vissuto sull'isola) è il principale fra i due centri abitati (l’altro è Puppebu) presenti su Jan Mayen, isola appartenente alla Norvegia, della quale costituisce de facto la capitale.
Olonkinbyen è situata a poche centinaia di metri dall'istmo che caratterizza la zona centrale di Jan Mayen.
La stazione meteorologica è composta da un unico edificio a forma di E che collega senza necessità di uscire sia i luoghi di ricerca sia gli alloggi. Gli abitanti sono tutti scienziati che studiano la formazione geologica dell'isola e lavorano nella stazione meteorologica. L'unico mezzo di comunicazione per arrivare alla città è l'aereo (infatti Jan Mayen è dotata di una pista d'atterraggio situata sull'istmo), poiché la città è priva di un porto.
Il villaggio è nel fuso orario UTC-1, due ore indietro rispetto al fuso orario del resto della Norvegia.